# Bālā Bīsheh Sar
Bālā Bīsheh Sar (persiska: بالا‌بيشه‌سر, بيشِه‌سَر بالا) är en ort i Iran.   Den ligger i provinsen Mazandaran, i den norra delen av landet, 150 km nordost om huvudstaden Teheran. Antalet invånare är 807.
Terrängen runt Bālā Bīsheh Sar är mycket platt, och sluttar norrut. Runt Bālā Bīsheh Sar är det tätbefolkat, med 286 invånare per kvadratkilometer. Närmaste större samhälle är Babol, 5,8 km sydväst om Bālā Bīsheh Sar. Trakten runt Bālā Bīsheh Sar består till största delen av jordbruksmark.